# Ca n'Homs
Ca n'Homs és un edifici de Dosrius (Maresme) inclòs a l'Inventari del Patrimoni Arquitectònic de Catalunya.

## Descripció
Aquesta masia presenta la característica d'estar emmurallada i tancada amb el seu portal. A part de la casa hi ha altres dependències com poden ser un safareig, corrals, celler, etc.
La masia consta de planta baixa, pis i golfes. A la planta baixa hi ha un portal d'entrada de mig punt amb dovelles de pedra granítica. Al primer pis hi ha un rellotge de sol. Totes les finestres són de pedra. Unes sanefes de colors decoren tota la façana. La coberta és a dues aigües i de teules. Al costat de la casa hi ha un cos enganxat amb una galeria porxada al pis i baixos.